# 北海道道480号鹿部停車場線
北海道道480号鹿部停車場線（ほっかいどうどう480ごう しかべていしゃじょうせん）は、北海道茅部郡鹿部町内を結ぶ一般道道（北海道道）である。

## 概要

### 路線データ
- 起点：北海道茅部郡鹿部町字本別（JR北海道 函館本線 鹿部駅）
- 終点：北海道茅部郡鹿部町字本別（国道278号交点）
- 総延長：1.562 km
- 実延長：1.539 km
- 重用延長：0.023 km

### 道路管理者
- 渡島総合振興局 函館建設管理部 事業課

## 歴史
- 1965年（昭和40年）3月26日 - 路線認定[1]。

## 地理

### 通過する自治体
- 渡島総合振興局
  - 茅部郡鹿部町

### 交差する道路
鹿部町
- 国道278号 - 字本別（終点）